# Albanisch-deutsche Beziehungen
Die albanisch-deutschen Beziehungen waren aufgrund der wechselnden politischen Verhältnissen in Albanien und in den beiden deutschen Staaten starken Schwankungen unterlegen. Während das nach Unabhängigkeit strebende albanische Volk wenig Unterstützung aus dem Deutschen Kaiserreich erhielt, stand dem jungen albanischen Staat 1914 für sechs Monate der deutsche Prinz Wilhelm zu Wied vor. 1943 besetzte die Wehrmacht Albanien, setzte aber zugleich eine lokale Regierung ein. Nach dem Zweiten Weltkrieg, in Albanien ein Partisanenkrieg gegen die deutschen und italienischen Besatzer mit großen Opfern unter der Zivilbevölkerung, hatte die Sozialistische Volksrepublik Albanien am 2. Dezember 1949 die DDR völkerrechtlich anerkannt. 1952 wurden diplomatische Beziehungen aufgenommen, die aber nach 1961 für über 20 Jahre praktisch eingefroren wurden. Mitte der 1980er Jahre nahm die BRD diplomatische Beziehungen mit Albanien auf.
Das wiedervereinte Deutschland und das zwischenzeitlich demokratische Albanien intensivierten in der Folge die Zusammenarbeit. Deutschland unterstützt den Transformationsprozess Albaniens sowie die Einbindung in europäische Strukturen und ist dessen größter bilateraler Geldgeber im Bereich der Entwicklungszusammenarbeit. Beide Staaten sind Mitglieder der NATO.
Albanien verfügt über eine Botschaft in Berlin sowie über einen Honorarkonsul in Hamburg und einen Honorargeneralkonsul in Germering bei München. Deutschland betreibt seinerseits eine Botschaft in Tirana.

## Geschichte

### Austausch vor der Staatsgründung Albaniens
Die albanischen Siedlungsgebiete waren im 15. Jahrhundert trotz des zeitweise erfolgreichen Widerstands des albanischen Nationalhelden Skanderbeg sukzessive von osmanischen Truppen besetzt worden. Erst im 19. Jahrhundert wurde die staatliche Zugehörigkeit der südosteuropäischen Völker vor dem Hintergrund des osmanischen Niedergangs (Kranker Mann am Bosporus) langsam wieder aktuell. Am Berliner Kongress im Jahr 1878 berieten Vertreter der europäischen Großmächte und des Osmanischen Reiches über das Schicksal Südosteuropas. Im Juli 1878 sandte die albanische Liga von Prizren ein Memorandum an die Vertreter der Großmächte in Berlin. Die Liga forderte darin, dass das gesamte albanische Siedlungsgebiet als autonome Provinz unter türkischer Herrschaft bleiben solle. Der Kongress ignorierte diese Forderung; der Verhandlungsführer in Berlin, Reichskanzler Otto von Bismarck, stellte apodiktisch fest, dass eine albanische Nation gar nicht existiere, weshalb eine derartige Forderung irrelevant sei.

### Ein deutscher Prinz regiert Albanien

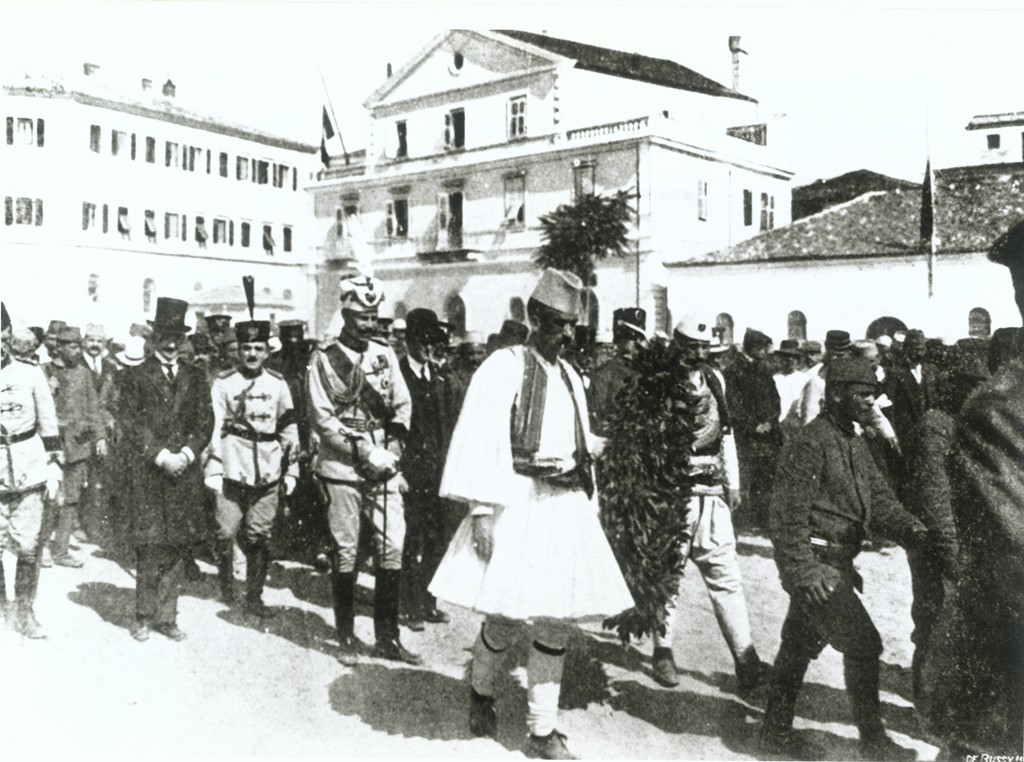
Fürst Wilhelm vor dem Palais in der Hauptstadt Durrës (1914)

1912 wurde der unabhängige albanische Staat ausgerufen. Die Großmächte inklusive Deutschland erkannten den neuen Staat auf der Londoner Botschafterkonferenz im Dezember 1912 an. Sie zweifelten aber daran, dass die Albaner sich selbst regieren könnten, und behielten sich deshalb das Recht vor, einen Fürsten zu ernennen. In dieses Amt wurde der deutsche Prinz Wilhelm zu Wied erhoben, da ein protestantischer Deutscher als neutral galt und keine eigenen nationalen Interessen hatte. 1914 stand er sechs Monate lang dem neu gegründeten Fürstentum Albanien vor, des ersten unabhängigen albanischen Staates. Kaiser Wilhelm II., der sich mehrmals auf Korfu aufgehalten hatte, hatte Wilhelm zu Wied abgeraten, das Amt anzunehmen, und ließ ihm nur geringe Unterstützung zukommen. Er wollte verhindern, dass sich ein deutscher Prinz dort „blamiere“ und merkte an, dass „ein Räuberstaat [in sich] nie lebensfähig werden“ könne. Dennoch wurde ein Generalkonsul nach Durrës beordert.

### Zwischenkriegszeit
Nach dem Ersten Weltkrieg war Albaniens Zukunft erst ungewiss. Nach anderen Staaten erkannte 1922 auch Deutschland Albanien an. 1923 wurde ein Geschäftsträger für die diplomatische Vertretung in Tirana ernannt – zu Beginn einseitig. Später wurde die Gesandtschaft während einigen Jahren aus Kostengründen zum Konsulat zurückgestuft. Das Deutsche Reich stimmte erst spät einer albanischen Gesandtschaft in Berlin zu, die 1937 die Arbeit aufnahm.:257 Trotz gewisser Interessen an den albanischen Bodenschätzen beschränkte sich Berlin, das den Italienern den Vorrang ließ, darauf, den Handel und die deutsche Sprache zu fördern – letzteres vor allem durch Stipendien an Studenten. Deutschland billigte auch die Besetzung Albaniens durch Italien im April 1939.

### Deutsche Besatzung

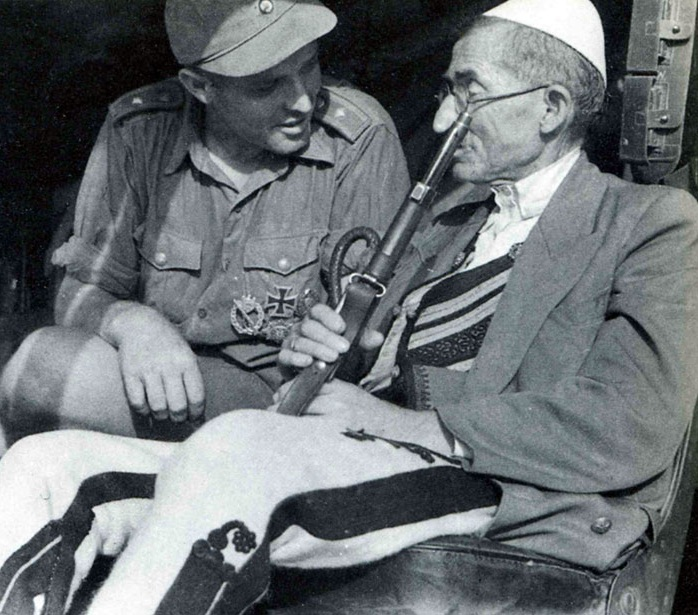
Deutscher Soldat in Albanien im Zweiten Weltkrieg

Im Zweiten Weltkrieg besetzte die Wehrmacht Albanien von 1943 bis 1944, nachdem Italien kapituliert hatte. Albanien durfte sich jedoch unabhängig erklären, wurde als neutral betrachtet und noch im September 1943 von Deutschland anerkannt. Dennoch gab es nebst dem Generalkonsul einen deutschen bevollmächtigten General in Albanien, eine militärische Verwaltung, einen Sonderbevollmächtigten des Auswärtigen Amtes sowie einen Beauftragten für Wirtschaft und Finanzen, die alle direkt auf die Verhältnisse in Albanien Einfluss nahmen. Das Deutsche Reich bediente sich während der Besatzung an den albanischen Bodenschätzen wie Chrom, Erdöl, Magnesit und Lignit und an den Goldreserven des Staats. Die Kämpfe zwischen der Wehrmacht und den albanischen Partisanen waren für beide Seiten verlustreich: So kamen rund 2400 deutsche Soldaten ums Leben, von denen etwa 1800 namentlich bekannt sind. Daneben kam es zu Übergriffen und Massakern an der Zivilbevölkerung. In Tirana wurde 2006 ein Deutscher Soldatenfriedhof mit 56 Gräbern deutscher Soldaten aus dem Zweiten Weltkrieg eingeweiht.

### Während des Kalten Krieges
Während der Zeit der Sozialistischen Volksrepublik Albanien wurden enge Beziehungen zur Deutschen Demokratischen Republik gepflegt. Die DDR unterstützte Albanien mit Krediten, Kartoffeln, Infrastrukturprojekten und Fabrikbauten, Enver Hoxha besuchte im Januar 1959 Ost-Berlin. Nach dem Bruch Albaniens mit der Sowjetunion im Jahr 1961 wurden jedoch auch die Beziehungen zur DDR fast vollständig abgebrochen, der Botschafter zurückgezogen. Es wurde aber weiterhin in geringem Umfang Handel betrieben: Die DDR bezog Chrom und Kupfer, Erdöl, Wein, Gemüse und Früchte, Albanien importierte Düngermittel, Chemierohstoffe, Medikamente, Landwirtschaftsmaschinen, Lastwagen und Elektromotoren, später auch Maschinen für Textilfabriken.
In den 1960er Jahren bildeten sich in Westdeutschland vereinzelt kommunistische Zirkel, die sich an der Politik des damaligen Albaniens und Chinas orientierten. Aus ihnen ging 1968 im Zuge der 68er-Bewegung die KPD/ML unter Führung Ernst Austs hervor. Diese baute in der Folgezeit enge Beziehungen zur Partei der Arbeit Albaniens auf. Die albanische Botschaft in der DDR unterstützte eine Gruppe ostdeutscher Marxisten, die gegen die SED eingestellt war, bei der Aufnahme von Kontakten zu dieser Partei.
Die Beziehungen zur Bundesrepublik Deutschland litten von Beginn an unter den Kriegsfolgen, dem Gegensatz der politischen Systeme der beiden Staaten sowie unter der isolationistischen Politik des Diktators Enver Hoxha. Der Befreiungskampf gegen die faschistischen Besatzer nahm eine wichtige Rolle in der Ideologie der albanischen Kommunisten ein. Franz Josef Strauß besuchte Mitte 1980er Jahre Albanien, angeblich privat. Nach dem Tod Enver Hoxhas öffnete sich Albanien leicht, so dass die Bundesrepublik auch mit Albanien als letzten Staat Europas diplomatische Beziehungen aufnehmen konnte. Hans-Dietrich Genscher weilte 1987 für ein paar Stunden in Tirana. Mit dem Bau einer Botschaft in Tirana wurde noch im gleichen Jahr begonnen. Im Juli 1990, einen Monat nach Abschluss der Arbeiten, flüchteten über 3000 Albaner in die Botschaft. Nach zwei Wochen konnten sie dank internationaler Vermittlung nach Westeuropa ausreisen.
Die Beziehungen zur DDR wurden gleichzeitig wieder intensiviert. Im Jahr 1986 flog der Minister für Außenhandel zum Abschluss eines Handelsabkommens nach Tirana. Ab 1988 wurden wieder Botschafter ausgetauscht, so dass der Albanologe Peter Schubert letzter DDR-Botschafter in Tirana war. 1989 besuchte der Außenminister Oskar Fischer Albanien.

### Nach dem Zusammenbruch der sozialistischen Regime
1994 verpflichtete sich Deutschland gegenüber der albanischen Regierung, über 450 Tonnen Giftmüll zurückzunehmen. Die zum Teil verbotenen Pestizide aus der DDR, die das Verfallsdatum überschritten hatten, waren als Hilfsgüter zum Düngen nach Albanien geliefert worden. Außerdem schlossen beide Länder am 14. April 1994 ein Kriegsgräberabkommen, das am 7. Januar des Folgejahres in Kraft trat.
Am 14. März 1997 während des Lotterieaufstands evakuierte die Bundeswehr rund 100 Personen mit Hubschraubern aus Tirana, das in Anarchie und bürgerkriegsähnlichen Wirren verfallen war. Bei der Operation Libelle genannten Luftevakuation kam es auf dem Flugfeld Lapraka zu Schusswechseln mit unbekannten Schützen – das erste Gefecht deutscher Soldaten seit dem Zweiten Weltkrieg.

### Diplomatische Beziehungen im 21. Jahrhundert

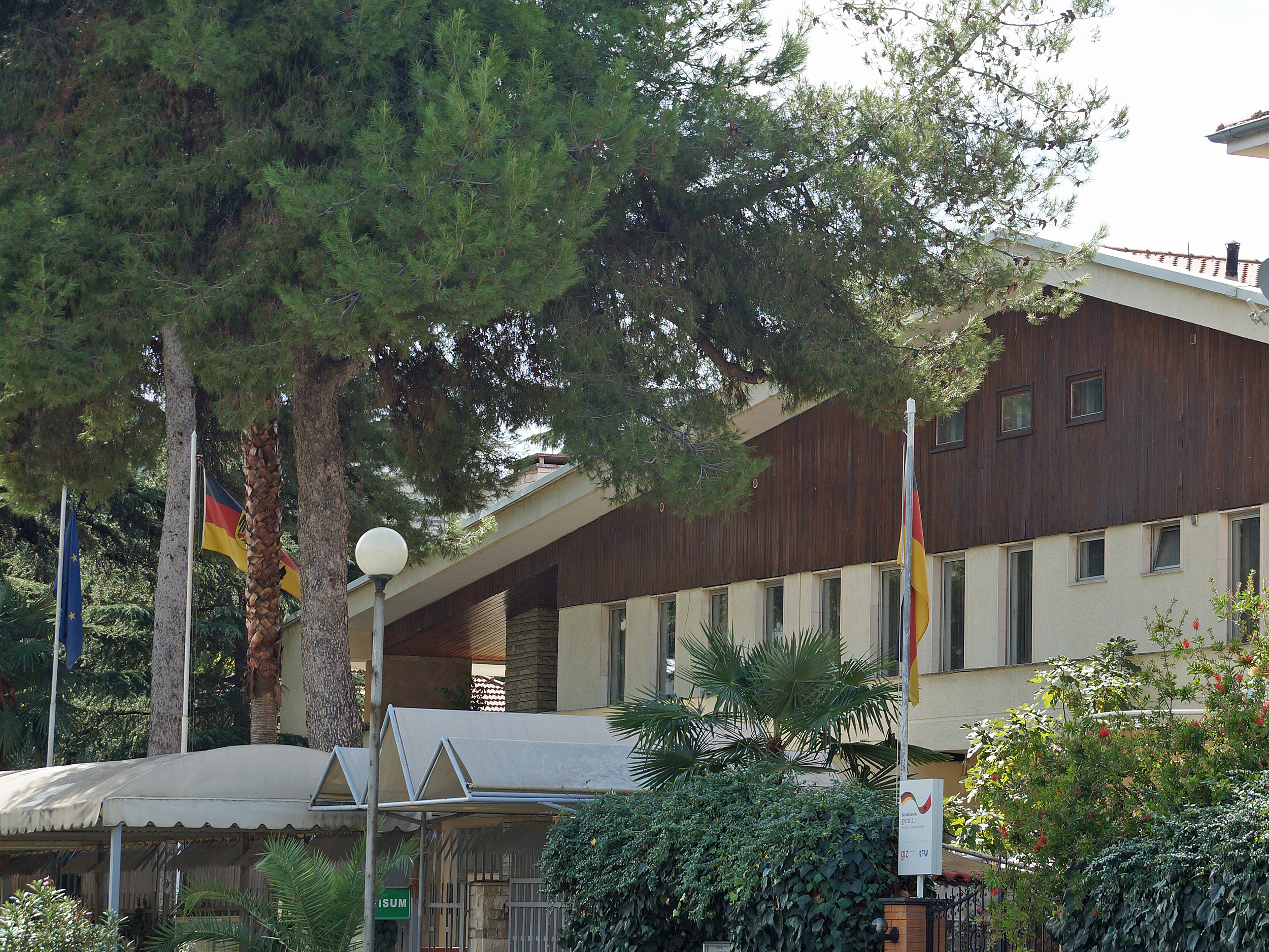
Deutsche Botschaft in Tirana

Als erster Bundeskanzler besuchte Gerhard Schröder im September 1999 Albanien, wo er mit Premierminister Pandeli Majko zusammentraf. Ein paar Monate nach dem Kosovokrieg bedankte Schröder sich auf einer Balkanreise bei Bündnispartnern für die Zusammenarbeit.
Im Februar 2013 reiste der deutsche Außenminister Guido Westerwelle zu einem Staatsbesuch nach Tirana und sprach darüber, dass Deutschland Albanien bei einer Annäherung an die Europäische Union unterstützen wolle, jedoch weitere Reformen in Albanien notwendig seien. Mit Blick auf die Parlamentswahl in Albanien 2013 appellierte Westerwelle an die Einhaltung europäischer Standards.
Am 1. April 2014 traf der albanische Ministerpräsident Edi Rama bei einem offiziellen Besuch in Berlin die deutsche Bundeskanzlerin Angela Merkel. Gegenstand des Gesprächs war die politische und wirtschaftliche Lage in Albanien wie auch in Südosteuropa. Merkel betonte, dass eine europäische Perspektive für Albanien wichtig sei. Rama seinerseits wies seine Amtskollegin auf den Reformprozess in Albanien hin, wie gegen die Korruption und die Kriminalität gekämpft wird, wie ein Rechtssystem aufgebaut wird und wie unabhängig die Justiz ist. Ein Gegenbesuch war für das gleiche Jahr geplant, fand aber erst 2015 statt. Am 28. August trafen sich auf Einladung der deutschen Bundeskanzlerin Angela Merkel die acht Staats- und Regierungschefs des Westbalkans zur ersten Westbalkan-Konferenz in Berlin. Thema der Tagung war unter anderem die Annäherung der westbalkanischen Länder an die Europäische Union. Mit der Konferenz soll zudem ein Prozess der Aussöhnung vor allem zwischen den Nachfolgestaaten Jugoslawiens angestoßen werden. Merkel, Edi Rama und José Manuel Barroso traten nach dem Treffen zu einer gemeinsamen Pressekonferenz zusammen.
Im Juli 2015 reiste Angela Merkel während einer zweitägigen Balkanreise für einen kurzen Besuch nach Tirana, wo sie neben Edi Rama auch mit Staatspräsident Bujar Nishani zusammentraf. Sie sagte Unterstützung für einen Beitritt Albaniens zur Europäischen Union zu, gab jedoch – trotz einer Bitte Ramas – kein konkretes Datum für einen Beitritt an. Außerdem erklärte sie, dass Deutschland keine Asylanträge aus Albanien anerkennen werde. Rama sagte Merkel zu, mit Serbien eine Versöhnung nach dem „deutsch-französischen Vorbild“ zu gestalten.

Der damalige Außenminister Frank-Walter Steinmeier erkannte im Juni 2016 bei einem Besuch in Tirana die „beeindruckenden Fortschritte“ an, die Albanien gemacht habe, vor allem seit dem Regierungswechsel 2013. Gleichzeitig sprach er seine Unterstützung für den weiteren Reformplan aus und begrüßte eine angekündigte tiefgreifende Justizreform; hierfür warb er auch bei der oppositionellen PD um Unterstützung.

„Wir von deutscher Seite aus, wir haben diesen Reformprozess in den letzten Jahren nicht nur beobachtet, sondern wir respektieren ihn auch.“

Im November 2016 war Rama erneut zu Gast bei Merkel in Berlin. Die Bundeskanzlerin erklärte, Albanien auf dem Weg in die EU weiter unterstützen zu wollen und anerkannte die wichtigen Reformen.
Am 1. Dezember 2017 trat das Deutsch-albanische Abkommen über die soziale Sicherheit in Kraft. Dieses koordiniert die jeweiligen Rentenversicherungssysteme und erlaubt Versicherten, die vorübergehend im jeweils anderen Staat arbeiten und dort Rentenbeiträge abführen, diese im Heimatland zu beziehen.

## Emigranten
In Deutschland lebten 2020 rund 76.582 Albaner aus Albanien. Die meisten Personen albanischer Abstammung gehören zu den 166.056 (Stand 2020) Kosovaren in Deutschland, ein kleinerer Teil kommt aus Nordmazedonien und Serbien. Erste albanische Flüchtlinge nahm Deutschland 1990 und 1991 auf, nachdem diese die deutsche Botschaft besetzt hatten respektive auf Frachtern über die Adria geflohen waren.
2200 Einwohner Albaniens lebten vor 2011 einmal in Deutschland, sind aber wieder zurückgekehrt. Über die Zahl der Deutschen in Albanien sind keine Informationen erhältlich.
Die Zahl der in Deutschland Asyl beantragenden Albaner stieg im Jahr 2015 deutlich an. Im ersten Halbjahr beantragten 21.672 Albaner Asyl. Die Anerkennungsquote beträgt 2,6 Prozent. Die Regierungsparteien CDU und SPD forderten darauf hin, Albanien zum sicheren Herkunftsland zu erklären. Im Oktober 2015 wurden Albanien, Montenegro und der Kosovo als sichere Herkunftsländer eingestuft.

## Organisationen
Mehrere Nichtregierungsorganisationen wie Stiftungen und Vereine in Deutschland und Albanien kümmern sich um den wirtschaftlichen, kulturellen und gesellschaftlichen Austausch zwischen den Ländern und Völkern sowie den Wiederaufbau und die Entwicklung in Albanien.
Am längsten aktiv ist die Deutsch-Albanische Freundschaftsgesellschaft (DAFG), die 1971 gegründet wurde. Unter anderem gab sie zahlreiche Bücher heraus und organisierte Ausstellungen sowie noch immer regelmäßig Veranstaltungen.

## Ehrungen
Im Jahr 2014 wurde die achte integrierte Sekundarschule an der Skalitzer Straße in Berlin-Kreuzberg nach dem Albaner Refik Veseli benannt, der im Zweiten Weltkrieg eine jüdische Familie aus Jugoslawien vor dem Holocaust gerettet und dafür den Titel Gerechter unter den Völkern aus Albanien verliehen bekommen hatte.